# Стрелков, Иван Иванович
Иван Иванович Стрелков (3 (15) января 1878, Новгородская губерния — 14 июля 1923) — полковник 15-го стрелкового полка, герой Первой мировой войны, участник Белого движения.

## Биография
Из мещан. Уроженец Новгородской губернии. Среднее образование получил в городском училище.
Окончил Казанское пехотное юнкерское училище, откуда выпущен был подпрапорщиком в 8-й гренадерский Московский полк.
17 декабря 1901 года произведен в подпоручики с переводом в 1-й Зегржский крепостной пехотный полк. 8 июня 1906 года произведен в поручики. 20 июня 1908 года переведен в 69-й пехотный Рязанский полк, 1 октября 1909 года произведен в штабс-капитаны.
В Первую мировую войну вступил в рядах 69-го пехотного Рязанского полка. Удостоен ордена Св. Георгия 4-й степени
За то, что во время атаки 18-й пехотной дивизии, в ночь на 20 октября 1914 года, командуя 4-й ротой, штыками выбил австрийцев из 3-х рядов окопов, расположенных к северо-востоку от д. Влостов, и с боя взял действующий пулемет, который представил по команде.
20 января 1915 года произведен в капитаны «за выслугу лет». 14 мая 1916 года переведен в 15-й стрелковый полк, а 24 мая произведен в подполковники. Пожалован Георгиевским оружием
За то, что в бою 15 июля 1916 года в Садовском лесу, выполняя возложенную на него задачу, лично, во главе своего батальона, находясь все время в передовых цепях под сильным артиллерийским, ружейным и пулеметным огнем атаковал противника, прорвал две линии его окопов, при этом было захвачено два действующих пулемета, 9 орудий, 2 миномета и пленные: 2 штаб-офицера, 72 обер-офицера, 4 врача и 1170 солдат и много разной другой военной добычи. После этого, окопавшись на западной опушке Садовского леса, удерживал таковую несмотря на повторные контр-атаки противника, пока соседние части не выдвинулись вперед, чем и облегчил общий успех полка.
Произведен в полковники 11 ноября 1916 года «за отличия в делах против неприятеля».
С началом Гражданской войны прибыл в Добровольческую армию, с 13 ноября 1918 года назначен помощником командира 3-го батальона 1-го Офицерского (Марковского) полка, в декабре 1918 — в 9-й роте того же полка. Во ВСЮР и Русской армии — в Марковской дивизии до эвакуации Крыма. На 18 декабря 1920 года — в составе Марковского полка в Галлиполи.
Умер в 1923 году в Болгарии в селе Банках. Был женат.

## Награды
- Орден Святого Станислава 3-й ст. (ВП 4.04.1913)
- Орден Святой Анны 3-й ст. с мечами и бантом (ВП 12.02.1915)
- Орден Святого Станислава 2-й ст. с мечами (ВП 13.02.1915)
- Орден Святой Анны 4-й ст. с надписью «за храбрость» (ВП 31.05.1915)
- Орден Святого Георгия 4-й ст. (ВП 14.06.1915)
- мечи и бант к ордену Св. Станислава 3-й ст. (ВП 13.10.1915)
- Высочайшее благоволение «за отличия в делах против неприятеля» (ВП 6.09.1916)
- Орден Святой Анны 2-й ст. с мечами (ВП 16.10.1916)
- Георгиевское оружие (ПАФ 16.09.1917)